# Salzkammergut-Voralpen

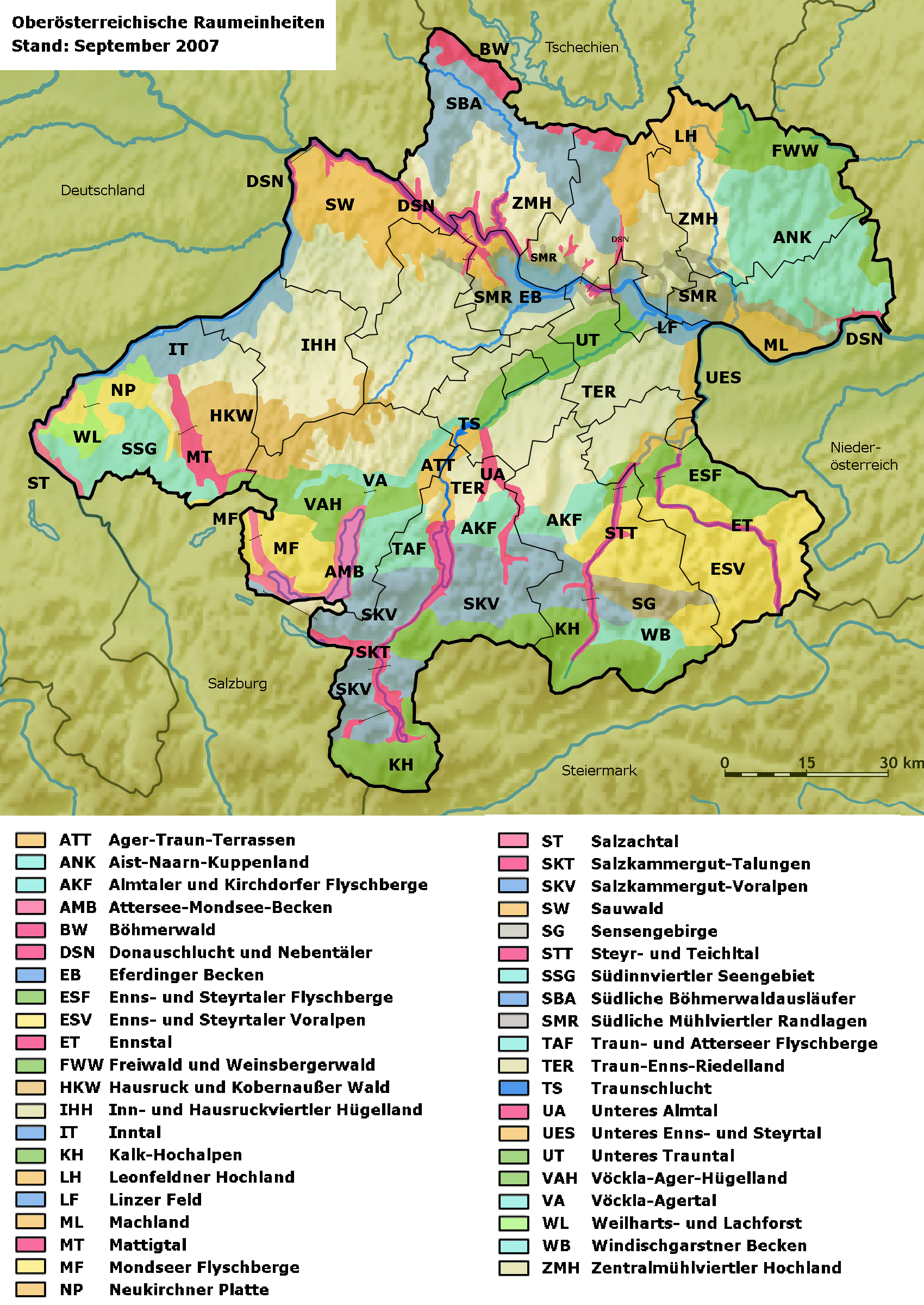
Alle OÖ Raumeinheiten

Die Salzkammergut-Voralpen sind eine von 41 Oberösterreichischen Raumeinheiten und liegen im Salzkammergut.

## Lage
Die Raumeinheit umfasst den südlichen Teil der Bezirke Kirchdorf und Gmunden sowie einen kleinen Teil des Bezirks Vöcklabruck. Der größere Teil im südlichen Oberösterreich besteht aus fünf voneinander getrennten Bereichen, der sechste Teil liegt im Südwesten.
Die Größe der Salzkammergut-Voralpen beträgt 846,18 km² und befindet sich in den nördlichen Kalkalpen. Der tiefste Bereich liegen bei rund 430 m ü. A. bei Gmunden. Eine der höchsten Erhebungen des Gebiets ist der Kasberg mit 1747 m ü. A.
Folgende Gemeindegebiete liegen überwiegend oder gänzlich in den Salzkammergut-Voralpen (alphabetisch gereiht): Bad Goisern, Bad Ischl, Ebensee, Grünau, Klaus, St. Wolfgang, Steinbach am Attersee.
Die Raumeinheit ist von folgenden oberösterreichischen Raumeinheiten umgeben (Im Uhrzeigersinn, beginnend im Norden):
Attersee-Mondsee-Becken, Traun- und Atterseer Flyschberge, Almtaler und Kirchdorfer Flyschberge, Traun-Enns-Riedelland, Unteres Almtal, Sengsengebirge, Windischgarstner Becken und Kalk-Hochalpen.
Von den Raumeinheiten Salzkammergut-Talungen, Steyr- und Teichltal und Attersee-Mondsee-Becken wird die Raumeinheit in sechs Teil-Gebiete unterteilt.

## Charakteristik
- Mittelgebirge mit ausgedehntem Urlandschafts-Charakter in höheren Lagen. Die Gebirgslandschaft ist klar gegliedert (Karststock und Gebirgskamm). Die Gipfel erreichen meist Höhen zwischen 1000 und 1400 Metern Seehöhe, selten über 1700 Meter.
- Mächtige Schuttfächer in Talschlüssen am Fuß des Toten Gebirges sind zu finden.
- Viele (kleinere) nährstoffarme Seen, auch in Hochlagen, existieren und dienen dem Tourismus.
- Weitgehend geschlossene Walddecke mit Fichten- und Lärchenforsten, mitunter auch hoher Buchenanteil. Der Wald wird mit Kahlschlag-Wirtschaft bewirtschaftet, dazu besteht ein dichtes Forststraßennetz.
- Naturnahe Wälder (überwiegend Buche) sind meist nur in unerschlossenen Lagen zu finden. In diesen Steillagen existiert die alpine Flora bis weit ins Tal (Latschengebüsche, Zwergstrauchheiden, Polsterseggenrasen, Kalk-Magerwiesen, Fels-Trockenwiesen).
- Das Gewässersystem ist zeitweise austrocknend und weist eine starke Geschiebeführung (Geschiebesperren) auf. Die Wildbäche haben eine ausgeprägte Umlagerungsdynamik. Die Kernbereiche der Kalkstöcke (Dolomit) sind weitgehend gewässerfrei.
- Besonders im inneren Salzkammergut existieren viele bedeutende Moore und Nass-Standorte.
- Die Raumeinheit verfügt über viele hochgelegene Almwiesen (z. B. Kasbergalm auf rund 1700 Metern Seehöhe).
- Das Grünland wird nur in wenigen Tallagen intensiv genutzt (Almtal, Steyrlingtal, Lackergraben).
- Sehr wenige Dauersiedlungen gibt es vor allem im Steyrlingtal. Meist findet man nur Alm- und Schutzhütten sowie Forst- und Gasthäuser.
- Einzelne Schigebiete und Wander-Tourismus sind vorhanden.